# Eskişehir Yeni Atatürk Stadı
Das Eskişehir Yeni Atatürk Stadı (auch Eskişehir Yeni Atatürk Stadyumu, deutsch Neues Eskişehir-Atatürk-Stadion) ist ein Fußballstadion in der türkischen Stadt Eskişehir, Hauptstadt der gleichnamigen Provinz in Anatolien. Der Fußballclub Eskişehirspor, momentan in der zweitklassigen TFF 1. Lig, trägt hier seine Heimspiele aus. Es ersetzt das mitten in der Stadt liegende Eskişehir Atatürk Stadı von 1962.

## Geschichte
Das Eskişehir Yeni Atatürk Stadı gehört zu einer Reihe neuer Fußballstadien in der Türkei. Insgesamt sollen über zwanzig neue Spielstätten entstehen. Dieses Bauprogramm wurde im Hinblick auf die Bewerbung für eine Ausrichtung einer Fußball-Europameisterschaft gestartet. Als Standort wurde ein Grundstück am westlichen Stadtrand ausgewählt. Das Architekturbüro Bahadır Kul Architects entwarf die neue Spielstätte. Sie waren u. a. auch für das Konya Büyükşehir Stadı und die Mersin Arena verantwortlich. Die Baukosten wurden auf 107,6 Mio. TRY (27,53 Mio. Euro) veranschlagt. Die beiden Bauunternehmen Arsel İnşaat und MD İnşaat wurden mit der Errichtung betraut. Der Beginn der Bauarbeiten sollte im Herbst 2012 erfolgen und 2015 abgeschlossen sein, doch durch Verzögerungen verschob sich der Termin der Vorarbeiten auf dem Gelände auf den April 2013.
Am 23. August 2013 konnte offiziell die Errichtung gestartet werden. Die geplante Dachkonstruktion mit ursprünglich acht bis zehn tragenden Stützen wurde später umgeändert. Es wurden 28 kleinere Stützen für die Überdachung der Fußballarena verwendet. Nach rund drei Jahren und drei Monaten wurde am 20. November 2016 das Eskişehir Yeni Atatürk Stadı mit dem Ligaspiel Eskişehirspor gegen Malatyaspor (2:0) eingeweiht. Das erste Tor im Stadion erzielte Hasan Acar in der 15. Minute. Zum Zeitpunkt der Einweihung war das Stadion noch immer nicht ganz fertiggestellt.
Die südliche Fassade ist weiß und undurchsichtig gestaltet. Zur Nordseite hin wurde mehrheitlich Glas für die Fassade eingesetzt. Auf den vier doppelstöckigen Rängen bieten sich insgesamt 34.390 Plätze. Dazu gehören die 225 Presseplätze und 100 rollstuhlgerechte Plätze plus 100 weitere für deren Begleiter. Auf den Längstribünen zwischen Ober- und Unterrang befinden sich die Logen (je 27) des Stadions. Die Bestuhlung ist in den Vereinsfarben Rot, Gelb und Schwarz gehalten. In der Spielstätte bieten sich den Besuchen drei Restaurants. Unter den Rängen der Arena wurde eine Parkplatzfläche von fast 13.000 m² geschaffen. Die Baukosten beliefen sich abschließend auf 130 Mio. TRY (33,26 Mio. Euro) und lagen über den geplanten 107,6 Mio. TRY.

## Länderspiele
Die türkische Fußballnationalmannschaft bestritt im März 2017 im ausverkauften Eskişehir Yeni Atatürk Stadı ein Freundschaftsspiel. Es war zugleich das erste Länderspiel in der Stadt Eskişehir.
- 27. März 2017:  Türkei –  Moldau 3:1 (Freundschaftsspiel)